# Chibu
Chibu (知夫村, Chibu-mura) est un village situé dans le district d'Oki, sur l'île Chiburi de la préfecture de Shimane, au Japon.

## Géographie

### Situation
Chibu est situé sur l'île Chiburi, la plus petite sur l'archipel de Dōzen. Les îles de l'archipel ont été formées par l'activité volcanique. Par conséquent, les reliefs de l'île sont plutôt montagneux, à l'exception du sud.
En incluant 18 îles inhabitables, l'île de Chibu a une superficie de 13,7 km2.

### Morphologie urbaine
Le village de Chibu est composé de sept quartiers. Ceux-ci sont appelés Tataku, Kōri, Nibu, Urumi, Chiku, Usuge, Kurii et Ōe. Le village est desservi par un port situé dans Kōri qui permet de se déplacer entre les îles de Dōzen, vers Okinoshima et vers le continent. Il y a aussi un héliport, servant uniquement pour les urgences médicales.

### Démographie
En 2003, la population du village était estimée à 737 habitants répartis sur une surface totale de 13,7 km2 (densité de population de 53,83 hab./km2).